# Alejandro Ibarra
Alejandro Ibarra (Cidade do México, 28 de abril de 1973) é um ator e cantor mexicano. 

## Biografia
Alejandro vem de uma família de artistas, herdando o talento de seus pais para cantar e atuar. Aos oito anos, participou da série infantil Vila Sésamo, fazendo 400 episódios. Aos 10 anos, aventurou-se no teatro do Televiteatros, integrando o elenco da produção de Vaselina, na qual atuou por mais de dois anos e ganhou o prêmio de Melhor Ator Infantil em 1984.
Em 1997 atuou em La Palomilla, peça montada no Teatro de los Insurgentes, onde também fez a peça Hermanos de sangre, junto com seu irmão Benny Ibarra e sua mãe Julissa.
Em 1998 foi protagonista da novela Gotita de amor, junto com Laura Flores e Andrea Lagunes. 

## Filmografia

### Telenovelas
- SOS me estoy enamorando (2021) .... Orlando Maqueto
- Educando a Nina (2018) .... Salomón "Salo"
- Por amar sin ley (2018) .... Darío Durán
- Enamorándome de Ramón (2017) .... Porfirio Rodríguez
- La vecina (2015-16) .... Padre Vicente Granados[3]
- De que te quiero, te quiero (2013–2014) .... Paul Champignon
- La tempestad (2013-14) .... Bagre
- Amorcito corazón (2011) ..... Lic. Felipe Ferrer
- Zacatillo, un lugar en tu corazón  (2010) ..... Alejandro Sandoval
- Atrévete a soñar (2009-2010) ..... Amadeus
- Las tontas no van al cielo (2008) ..... Eduardo All
- Amor sin maquillaje (2007) ..... Valentín
- Peregrina (2005-2006) ..... Rubén "Tontín"
- Sueños y caramelos (2005) ..... Oswaldo
- Amarte es mi pecado (2004) ..... Alfredo de la Mora / Alfredo Rangel Gómez[4]
- ¡Vivan los niños! (2002-2003) .... Octavio
- El noveno mandamiento (2001) ..... Bruno Betancourt
- Locura de amor (2000) ..... Gerardo
- Gotita de amor (1998) ..... Jesús García Chávez
- Huracán (1997-1998) ..... Santiago Villarreal
- Marisol (1996) ..... Paco Suárez
- Buscando el paraíso (1994) ..... Ángel
- Agujetas de color de rosa (1994) ..... Aldo
- Más que alcanzar una estrella (1992) ..... Tito
- Alcanzar una estrella II (1991) ..... René
- Alcanzar una estrella (1990) ..... Felipe Rueda
- Tal como somos (1987)

### Reality shows
- 100 mexicanos dijeron (2005)
- Big Brother VIP (2004)
- En Busca De... (2009)
- Cachún cachún ra ra! (1984).... Alex, amigo del hermano de Lili
- Plaza Sesamo (1983)... Miguel

### Teatro
- Vaselina con Timbiriche (1984)
- Godspell (1987) .... "La Palomilla"
- Hermanos de Sangre (1998) .... Mickyrgentes
- Vaselina (2001) .... Danny Seco

## Discografia
- No busques más pretextos (1993)
- Yo quiero contigo (1991)
- Plaza Sésamo México "La Música" (1983)

## Prêmios e Indicações

### Premios TVyNovelas
| Ano  | Categoria                                | Telenovela            | Resultado |
| ---- | ---------------------------------------- | --------------------- | --------- |
| 2016 | Melhor ator coestelar                    | La vecina             | Nominado  |
| 2012 | Melhor ator coestelar                    | Amorcito corazón      | Nominado  |
| 1994 | Melhr tema musical (com Pedro Fernández) | Buscando el paraíso   | Nominados |
| 1991 | Melhor revelação masculina               | Alcanzar una estrella | Nominado  |

### Prêmios Bravo
| Ano  | Categoria                | Programa                    | Resultado |
| ---- | ------------------------ | --------------------------- | --------- |
| 2007 | Melhor atuação masculina | Mujer casos de la vida real | Ganhador  |